# Музеј спорта и олимпизма
Музеј спорта и олимпизма је основан 2008. године а основао га је Олимпијски комитет Србије у сарадњи са Факултетом спорта и физичког васпитања Универзитета у Београду. Ова институција је наследник Музеја физичке културе, чија прва збирка датира још из 1947. године. Изложбени простор Музеја спорта и олимпизма је у Бетон хали, Карађорђева 2-4. Руководилац Музеја спорта је доц. др Дарко Митровић.

## Историјат
Факултет спорта и физичког васпитања Универзитета у Београду је научно-образовна институција која од 1979. године има Музеј физичке културе Србије Факултета за физичко васпитање, данас Музеј спорта и олимпизма, са десетинама хиљада експоната везаних за историју физичке културе и спорта. Настао је из музејске збирке основане 1947. године.
Кроз олимпијску историју дугу један век, освојено је преко сто медаља, али поред њих донето је много предмета који прате Олимпијске Игре.
Медаље, заставе, бакље, значке и други сувенири само су мали део од онога што се чува у Фонду спорта и олимпизма – Олимпијском музеју.
Прва збирка датира још из 1947. године, коју је сакупио професор Бора Јовановић. Јовановић је предавао историју физичке културе и кошарку и сматра се оснивачем Музеја физичке културе. Од ње је настала данашња збирка и броји око 70.000 експоната, међу којима се налазе медаље, дресови, пехари, плакете, књиге, архивска грађа и други предмети из историје спорта на нашим просторима.
Кроз историју музеј је носио неколико назива. Прво Музеј физичке културе, затим Музеј спорта, Музеј спорта и олимпизма, и на крају Олимпијски музеј. 
Прва музејска збирка године 1979. пренета је у нове просторије Факултета спорта и физичког васпитања (некада физичке културе). Из ње израста Музеј физичке културе, па потом Музеј спорта и отвара се прва стална поставка за посетиоце са девет збирки. Музеј је радио све до 2000. године, након чега је простор поплављен, а поставка склоњена у депо факултета.
Године 2008. Олимпијски комитет Србије и Факултет спорта и физичког васпитања оснивају Фонд за развој и промоцију културно историјских добара из области спорта и олимпизма и створен је организациони облик за заступање и функционисање Музеја спорта и олимпизма.
Влада републике Србије је 2007. године музеју доделила простор у Бетон хали у Карађорђевој 2-4, чије ће реновирање бити завршено у новембру 2010. када ће свечано бити отворен Олимпијски музеј са сталном поставком.
Олимпијски музеј функционише као радна јединица у оквиру Фонда спорта и олимпизма, будући да је потребно испунити одређене услове, међу којима је и постојање сталног изложбеног простора, како би се добио статус правог музеја.

## О музеју
Богатство Олимпијског музеја се огледа у броју од преко 70.000 предмета, који су углавном донације спортиста. Књиге, медаље, спортска опрема, реквизити, фотографије, ордење и први правилници спортова представљају делић драгоцености сакупљених у периоду од сто година.
Један од највреднијих предмета је учесничка медаља са првих модерних ОИ, одржаних у Атини 1896. године, а најупечатљивији је свакако боб двојац из 1920. године.
Осим изложбених активности Олимпијски музеј је на располагању свим спортским савезима и радо уступа своје експонате како би улепшали различите свечаности.
Такође, кроз спорт, Фонд спорта и олимпизма промовише и друге вредности, као што су екологија, фер плеј и сл.

## Локације
Када је основан 1947. године, Музеј спорта, као Музеј физичке културе био је у згради бивше Соко Матице, тада Државног института за фискултуру (ДИФ).
Од 1964. до 1979. године, музејска збирка била је депонована и пресељена у нову зграду Факултета за физичко васпитање у Кошутњаку. 1979. године збирка је добила простор у којем се налазила стална поставка која је прерасла у Музеј физичке културе Србије у саставу Факултета физичке културе Универзитета у Београду.
Музеј спорта је постојао као збирка у склопу Факултета за физичку културу, али је у Бетон хали у Карађорђевој улици одређен простор у којем је он трајно смештен. Простор у Бетон хали, у коме се налази Музеј спорта, подељен је на два нивоа. Површина доњег нивоа је око 700 квадрата. Горњи део има око 500 квадрата.
У оквиру Музеја спорта постоји велики комплекс који садржи простор за сталне поставке, библиотеку, простор привремених поставки, конференцијску салу, као и бројне радионице за едукацију деце и олимпијске академије.

## Промоција олимпијских вредности
Олимпизам је "филозофија живота која слави и комбинује све квалитете које поседују тело, воља и дух". Уједињујући спорт са културом и образовањем, олимпизам тежи да створи начин живота који се заснива на задовољству у физичком напору и поштовању основних моралних принципа.
Олимпијско образовање је педагошки процес усвајања знања из области олимпизма и олимпијског покрета. Главни циљеви олимпијског образовања су: формирање моралног карактера; узајамно поштовање које подразумева фер-плеј и недискриминацију на било којој основи; поезија, музика и уметност повезане са спортом; одрживост и заштита животне средине; физичка активност и промоција здравог начина живота.
Са тим циљем фонд спорта и олимпизма спроводи различите програме олимпијског образовања. Настоји укључити што већи број младих на непосредан начин, кроз дружење и игру и на тај начин омогућити да осете дух олимпизма и науче више о историји олимпијског покрета и Олимпијских игара.
Посебан акценат се ставља на ширење и неговање олимпијске идеје, начела и филозофије, поштовање фер-плеја и правила, ненасиље у спорту, сазнања о потреби равноправности, солидарности, толеранцији, разумевању и међусобном поштовању у спорту без обзира на расу, веру, пол и нацију, заштиту животне средине итд.